# Roberto Paccher

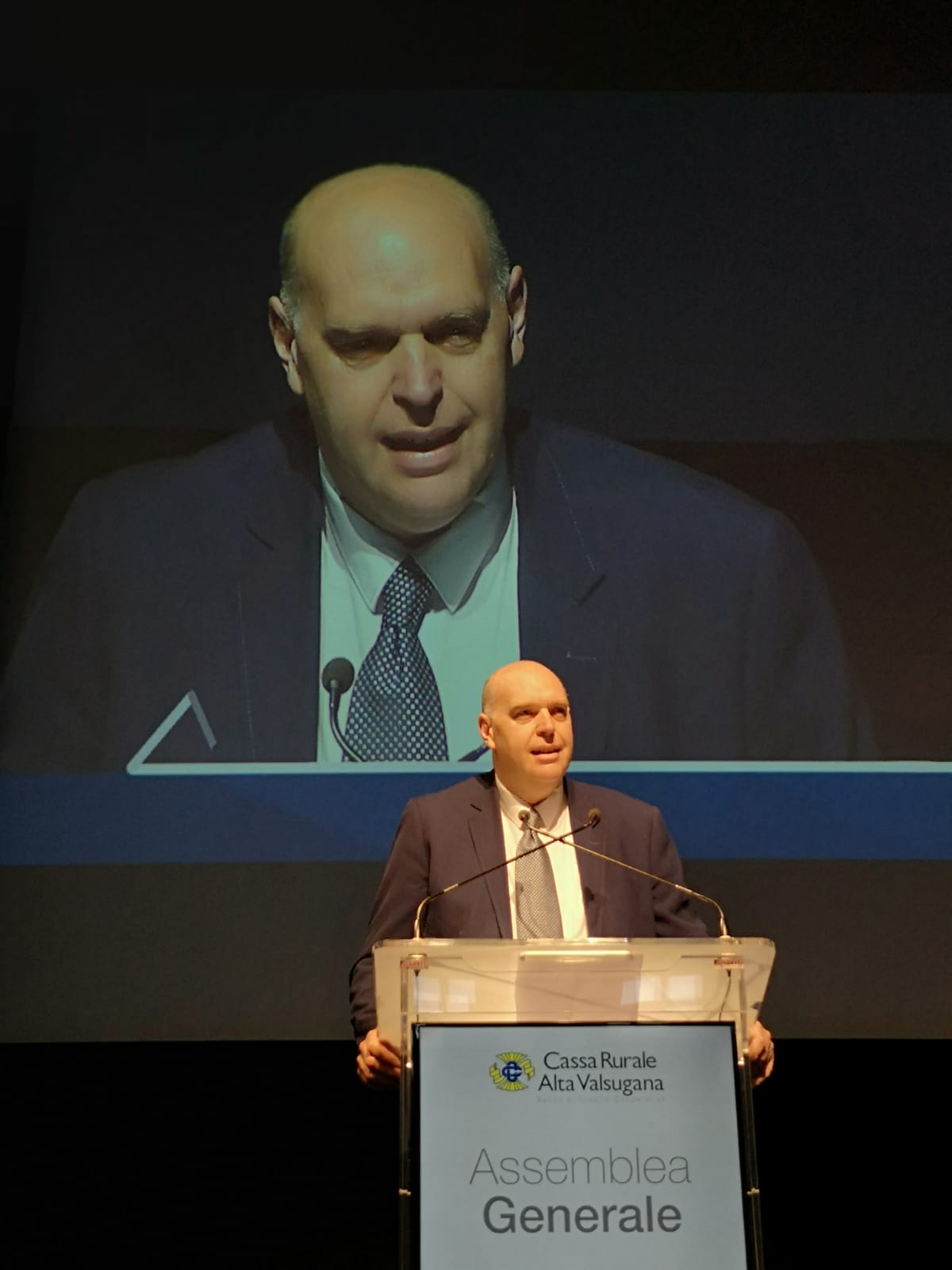
Roberto Paccher (2020)

Roberto Paccher (* 27. September 1965 in Levico Terme) ist ein italienischer Politiker aus dem Trentino.
Er gründete und leitet eine Versicherungs- und Autoagentur und arbeitete als Publizist. Daneben war er ab 990 als Kommunalpolitiker tätig.
Er ist Sekretär der Lega Nord Trentino und wurde im Oktober 2018 in den Trentiner Landtag gewählt. Er war ab November 2018 bis Juni 2021 Präsident des Regionalrates von Trentino-Südtirol. Nach den Landtagswahlen 2023 im Trentino und in  Südtirol ist er seit 27. November 2023 wieder Präsident des Regionalrates von Trentino-Südtirol.